# ژان-فرانسوآ برنار
ژان-فرانسوآ برنار (فرانسوی: Jean-François Bernard‎؛ زادهٔ ۲ مهٔ ۱۹۶۲) دوچرخه‌سوار اهل فرانسه است.
از باشگاه‌هایی که در آن رکاب زده‌است می‌توان به لا وی کلر اشاره کرد.